# Trichomyia palmata
Trichomyia palmata är en tvåvingeart som beskrevs av Duckhouse 1978. Trichomyia palmata ingår i släktet Trichomyia och familjen fjärilsmyggor. Inga underarter finns listade i Catalogue of Life.